# Angus and Julia Stone
Angus and Julia Stone est un groupe de musique folk composé d'un frère et d'une sœur originaires de Newport, dans les environs de Sydney, en Australie, et formé en 2006.

## Biographie

### Période 2006-2010
Au départ, chacun commence à chanter de son côté avant de se rejoindre ponctuellement lors de concerts intimistes en 2006.
En mars 2006, le duo enregistre son premier EP Chocolates and Cigarettes (sorti en août) dont est extrait le titre Paper Aeroplane pour les radios. Après quelques festivals d'été et la rencontre avec Fran Healy, leader de Travis, Angus and Julia Stone signent avec Independiente, filiale de la major EMI, et sortent leur deuxième EP, Heart Full of Wine, en février 2007. Cette année voit la cote du groupe monter tandis qu'il enregistre son premier album de folk acoustique.

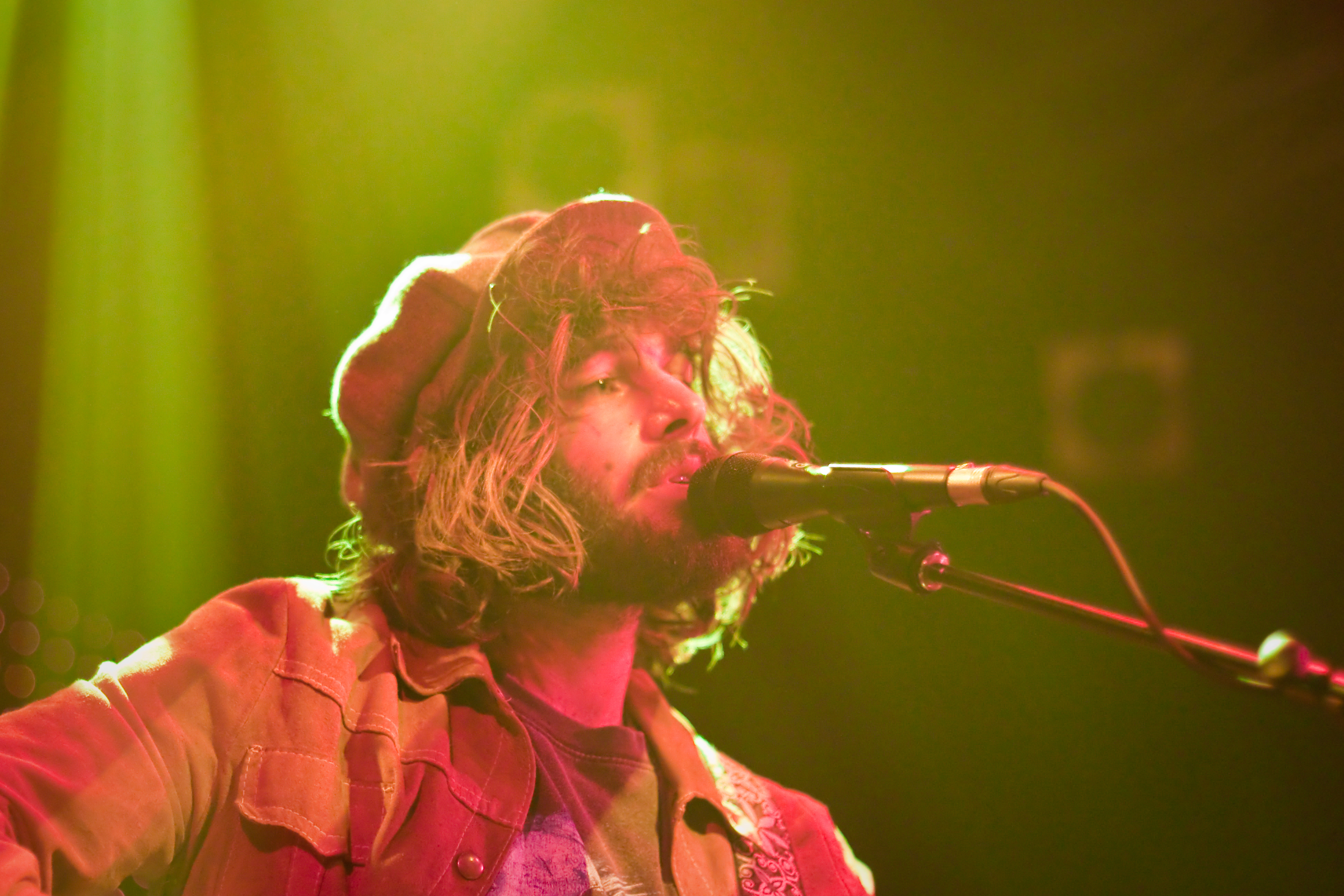
Angus Stone.

Sorti le 8 septembre 2007 sous le label EMI Music en Australie, A Book Like This entre à la 5e place des classements australiens et se transforme en un disque de platine. L'album sort en mars 2008 en Europe sous le label Flock Music. Une tournée anglaise apporte un supplément de notoriété au duo qui fait la première partie pour Donavon Frankenreiter, Newton Faulkner ou Martha Wainwright. Une tournée s'ensuit aux États-Unis avec la sortie de l'album là-bas le 3 mars 2009 sous le label Nettwerk avant qu'Angus Stone ne travaille à son opus solo Lady of the Sunshine (Smoking Gun sort en avril 2009).

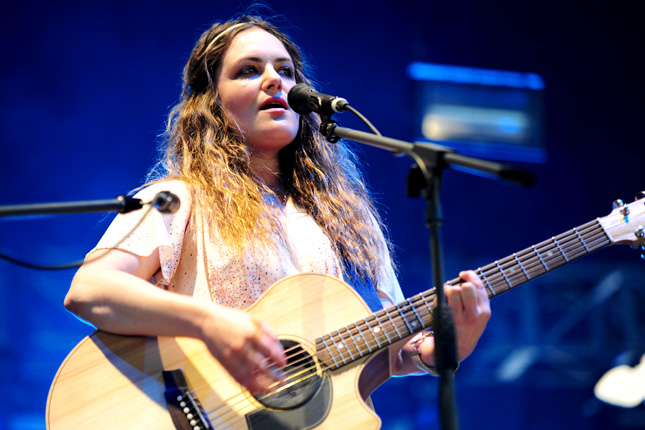
Julia Stone en 2011.

L'année 2009 est consacrée à l'enregistrement du deuxième album Down the Way à New York, en compagnie de Kieran Kelly. Cet album, à la production plus étoffée que le précédent, sort le 12 mars 2010 (le 6 avril 2010 en France) avec d'excellentes réactions de la presse internationale. Porté par le succès international de Big Jet Plane, utilisé entre autres en France dans la BO du film Les Émotifs anonymes, le disque se retrouve no 1 dans son pays.

### Albums solos (2011-2013)
Chacun a depuis poursuivi sa carrière en solo de 2011 à 2013 :
- Angus Stone a sorti son premier album Lady of the Sunshine en avril 2009 puis Broken Brights en juin 2012 ;
- Julia Stone a sorti son premier album The Memory Machine en octobre 2010 puis By the Horns en mai 2012.

### Nouvelle collaboration:Angus & Julia Stone(album), juillet 2014
En 2014, le producteur Rick Rubin tombe sous le charme de leur musique et va les écouter en concert. Il contacte Julia Stone, mais elle lui rappelle qu'elle et son frère ne jouent plus ensemble. Il insiste pour rencontrer Angus Stone et réussira à les convaincre de relancer leur collaboration. Les deux musiciens travaillent avec Rick Rubin, à Malibu, en avril 2014. Le fruit de cette collaboration donne naissance à un nouvel album à leur nom, Angus & Julia Stone, sorti en juillet 2014, précédé des singles Grizzly Bear et Heart Beats Slow. En novembre 2014, l'album est complété par des enregistrements live réalisés pendant leur tournée européenne, Angus & Julia Stone Live Bonus Edition. Cet album est à ce jour leur plus gros succès.

## Discographie

### Singles
- 2010 : Big Jet Plane (Radio Edit)
- 2011 : And The Boys (EP)
- 2014 : Grizzly Bear
- 2017 : Snow
- 2017 : Chateau
- 2018 : Chateau (ARTY Remix)
- 2018 : Chateau (Acoustic)
- 2018 : Youngblood

### Titres sur des compilations
- Paper Aeroplane – Hôtel Costes, Vol. 10 (France 2007)
- The Beast – Big Change: Songs for FINCA (2007)
- Paper Aeroplane – Coastal Chill 2007 (EMI Music Australie) (2007)
- Wasted – Bluesfest 2008 (Universal Australie) (2008)
- Wasted – Coastal Chill 2008 (EMI Music Australie) (2008)
- Paper Aeroplane – Hôtel Costes, A Decade (France 2009)

## Utilisations de leurs chansons

### Télévision

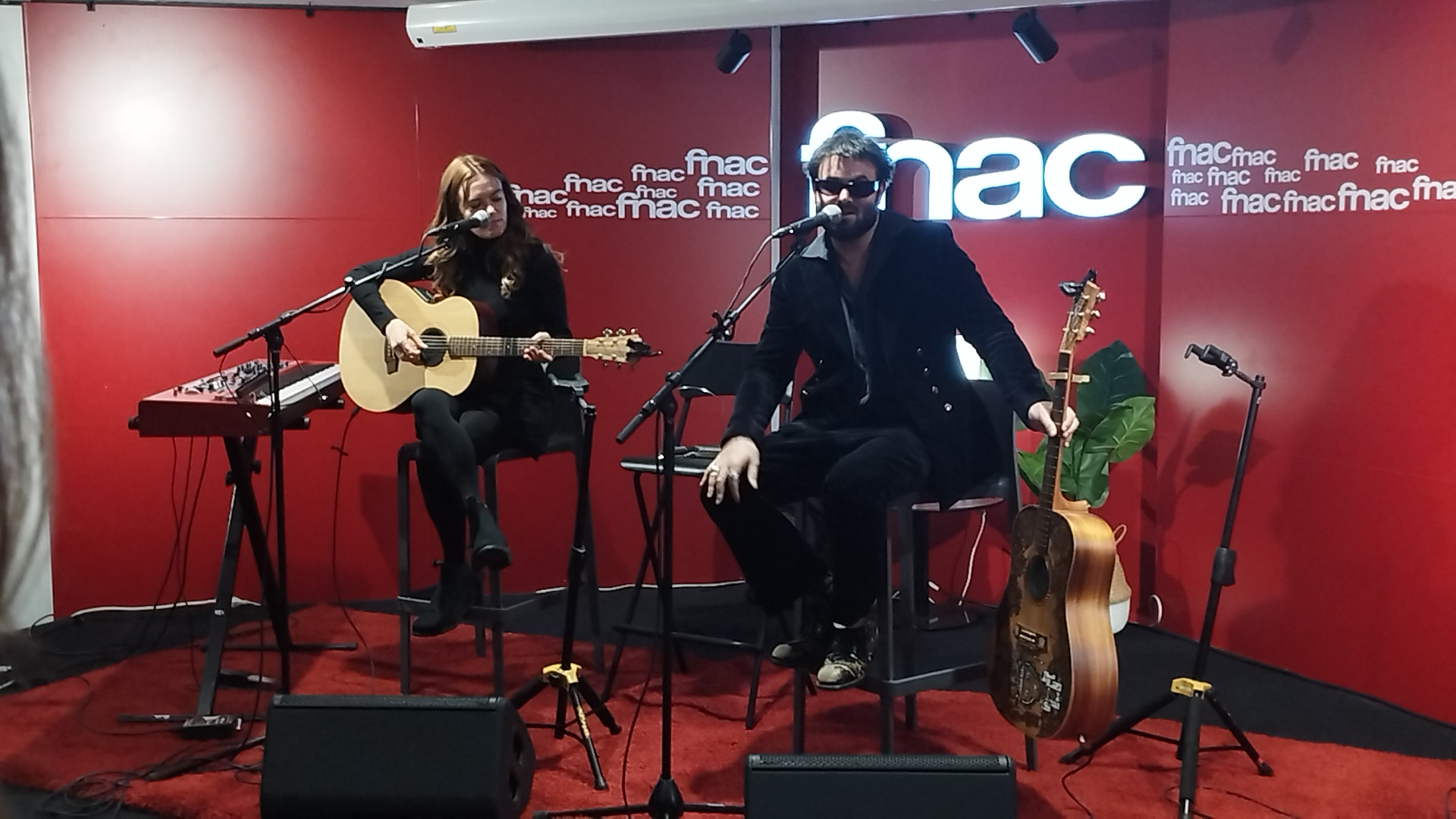
Angus and Julia Stone en showcase à la Fnac de Ternes, à Paris, le 24 mai 2024.

Certaines chansons de Angus and Julia Stone ont été utilisées dans des séries télévisées et diverses productions télévisées :
- Paper Aeroplane
  - 90210 Beverly Hills : Nouvelle Génération, saison 2
  - David Blaine TV special
  - Peace Corps spot[Quoi ?]

- Mango Tree
  - Life EP 206
  - Raising the Bar ep 215
  - Good Morning America
  - Hung

- What You Wanted
  - Lipstick Jungle : Les Reines de Manhattan épisode 201

- The Beast
  - Privileged

- Babylon
  - House Rules pilote
  - La Gifle épisode 8

- Draw Your Swords
  - Grey's Anatomy

- Hold On
  - Grey's Anatomy
  - Revenge
  - Pretty Little Liars

- The Devil's Tears
  - Brothers and Sisters
  - Grey's Anatomy

- Santa Monica Dream
  - Private Practice

- All of Me
  - Journal intime d'une call girl épisode 308

- Big Jet Plane
  - Publicité pour Eau jeune (L'Oreal)[6]
  - Maybelline FIT ME (publicité)
  -  Les Frères Scott épisode 822
- For You

- - Revenge

### Cinéma
Certaines de leurs chansons ont été utilisées dans des films :
- Big Jet Plane
  - Les Émotifs anonymes
  - Mon pote
  - Les Gamins
  - Easy A
  - Toute première fois
  - The Edge of Seventeen

- Love Will Take You
  - Twilight, chapitre IV : Révélation

### Jeux vidéo
- Santa Monica Dream
  - Life is Strange